# Canon EF 200mm-objectief
De Canon EF 200mm is een familie van professionele L-objectieven gemaakt door de Japanse fabrikant Canon. In totaal zijn er vier modellen op de markt verschenen.
De eerste 200 mm werd in 1988 geïntroduceerd als f/1.8L USM, het snelste 200mm-objectief ooit. Het grote objectief heeft een filterhouder aan de achterzijde. De productie werd in 2004 gestaakt na een totale productie van 8.000 stuks. Het objectief beschikt over een Focus by wire-systeem waarbij de scherpstelring de motor aandrijft bij handmatig scherpstellen. Het enige andere Canon-objectief met deze functionaliteit is de EF 1200mm f/5.6 USM.
In 2008 kwam Canon met een langverwachte opvolger, de 200mm f/ 2.0. Ook dit objectief beschikte over een filterhouder aan de achterzijde en kreeg bovendien beeldstabilisatie.
De 200mm f/2.8 is inmiddels in twee generaties op de markt gebracht en is een van de minst kostbare L-objectieven. Het eerste exemplaar kwam in 1991 op de markt om vijf jaar later vervangen worden door de tweede generatie. Het is het Canon-objectief met de grootste brandpuntsafstand dat niet van een witte verflaag is voorzien.

## Specificaties
| Naam                        | f/1.8L USM                       | f/2 IS USM                       | f/2.8L USM              | f/2.8L II USM           |
| --------------------------- | -------------------------------- | -------------------------------- | ----------------------- | ----------------------- |
| Afbeelding                  | Plaats uw zelfgemaakte foto hier | Plaats uw zelfgemaakte foto hier |                         |                         |
| Belangrijkste eigenschappen |                                  |                                  |                         |                         |
| Beeldstabilisatie           | Nee                              | Ja                               | Nee                     | Nee                     |
| Weerbestendig               | Nee                              | Nee                              | Nee                     | Nee                     |
| Ultrasonic Motor (USM)      | Ja                               | Ja                               | Ja                      | Ja                      |
| L-objectief                 | Ja                               | Ja                               | Ja                      | Ja                      |
| Diffractieve optica         | Nee                              | Nee                              | Nee                     | Nee                     |
| Macro                       | Nee                              | Nee                              | Nee                     | Nee                     |
| Technische eigenschappen    |                                  |                                  |                         |                         |
| Brandpuntsafstand           | 200 mm                           | 200 mm                           | 200 mm                  | 200 mm                  |
| Diafragma (max-min)         | f/1.8-f/22                       | f/2-f/22                         | f/2.8-f/22              | f/2.8-f/22              |
| Opbouw                      | 10 groepen / 12 elementen        | 12 groepen / 17 elementen        | 7 groepen / 9 elementen | 7 groepen / 9 elementen |
| Diafragmalamellen           | 8                                | 8                                | 8                       | 8                       |
| Minimale scherpstelafstand  | 2,5 m                            | 1,9 m                            | 1,5 m                   | 1,5 m                   |
| Maximale vergroting         | 0,12x                            | 0,09x                            | 0,16x                   | 0,16x                   |
| Horizontale beeldhoek       | 10°                              | 10°                              | 10°                     | 10°                     |
| Diagonale beeldhoek         | 12°                              | 12°                              | 12°                     | 12°                     |
| Verticale beeldhoek         | 7°                               | 7°                               | 7°                      | 7°                      |
| Fysieke eigenschappen       |                                  |                                  |                         |                         |
| Gewicht                     | 3000 g                           | 2520 g                           | 790 g                   | 765 g                   |
| Maximale diameter           | 130 mm                           | 128 mm                           | 83 mm                   | 83,2 mm                 |
| Lengte                      | 208 mm                           | 208 mm                           | 136,2 mm                | 136,2 mm                |
| Filterdiameter              | 48 mm (drop-in)                  | 52 mm (drop-in)                  | 72 mm                   | 72 mm                   |
| Accessoires                 |                                  |                                  |                         |                         |
| Kap                         | ET-123                           | ET-120B                          | ET-86                   | ET-83BII                |
| Verkoopinformatie           |                                  |                                  |                         |                         |
| Introductie                 | november 1988                    | april 2008                       | december 1991           | maart 1996              |
| Momenteel in productie?     | Nee                              | Ja                               | Nee                     | Ja                      |